# علی ضیا
سید علی ضیاء کاشانی (زادهٔ ۲۶ شهریور ۱۳۶۴) مجری و تهیه‌کننده تلویزیون و گوینده رادیو اهل ایران است.
وی کار خود را با اجرای برنامه خوشا شیراز در شبکه استانی فارس آغاز کرد و پس از آن به تهران آمد و مجری برنامه نیمروز شد. او پس از اجرای برنامه ویتامین ۳ به شهرت رسید.

## فعالیت‌ها
ضیا ابتدا از سال ۱۳۸۵ الی ۱۳۸۸ گوینده شبکه جوان رادیو بود.

### در تلویزیون

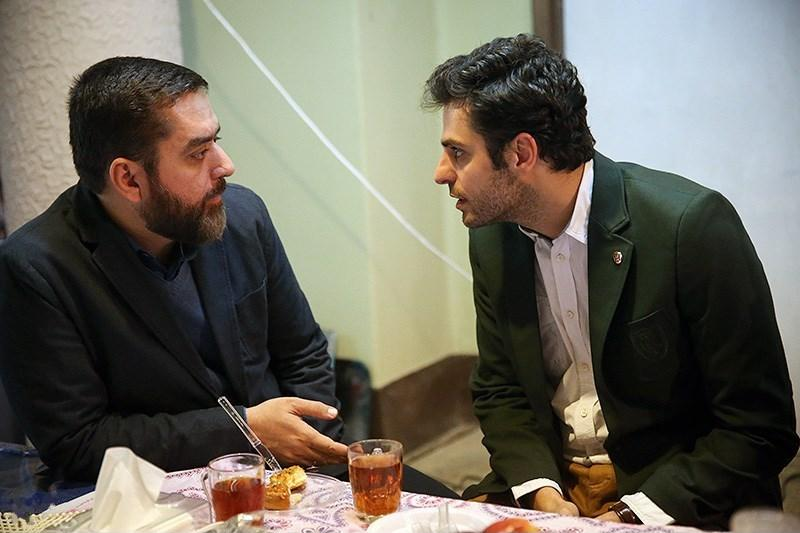
پشت صحنه برنامه شب عید ۹۵

ضیا از سال ۱۳۸۸ تا کنون مجری شبکه سوم سیما جمهوری اسلامی بوده و از سال ۱۳۹۶ تا ۱۴۰۰ تهیه‌کننده و مجری برنامه فرمول یک بوده است و هم‌اکنون اجرای یوتیوب برنامه باضیا را انجام می‌دهد.
در سال ۱۳۹۰، مجله همشهری جوان، ضیا را «پدیده اجراهای تلویزیونی» خواند. به نوشته روزنامهٔ خراسان، «ضیا برنامه‌های متعددی از قبیل ویتامین ۳، بعضیا، تحویل سال نو و … را اجرا کرده و چهره‌ای کاملاً شناخته شده است.».
علی ضیا در نظرسنجی برنامه سه ستاره به عنوان یکی از سه مجری برتر بیست سال اخیر شبکه سه انتخاب شد. او اجرای برنامه‌های مثل گزینه جوان، ماه عسل، ویتامین ۳، بعضیا، تحویل سال نو، امشب و … را برعهده داشته است ضیا در نظرسنجی مردمی برنامهٔ «سه ستاره» در کنار احسان علیخانی و نجم‌الدین  شریعتی به عنوان سه مجری برتر بیست سال اخیر شبکه سه انتخاب شد.

### حواشی
در مرداد سال ۱۴۰۴ انتشار مصاحبه‌ای از علی ضیا با شهرام شب‌پره خواننده پاپ در یوتیوب منتشر شد که در آن به مسائلی چون غربت، دوری از وطن و تمایل به بازگشت به ایران پرداخته شده بود. حسب سابقه‌های قبلی علی ضیا در مصاحبه و دیدار یا عرض ارادت به وابستگان نظام جمهوری اسلامی در ایران و همینطور حضور در هیئات مذهبی حکومتی، مصاحبه با یک خواننده لوس‌آنجلسی به عنوان تلاش برای ریبرندینگ و اقدامی سیاسی در نظر گرفته شد و اعتراضات علیه ضیا و شب‌پره از سوی کاربران بالا گرفت. شهرام شب‌پره بعدتر در یک گفتگو بیان کرد که مصاحبه‌کننده را نمیشناخته، او از کرده خود ابراز برائت کرد و گفت اگر نسبت به سابقه ضیا آگاه بود هرگز با او مصاحبه نمی‌کرد.

## بازیگری
علی ضیا تجربه بازیگری را نیز دارد، به عنوان بازیگر میهمان در سریال دفترخانه شماره ۱۳ را دارد و در فیلم چند اپیزودی رابطه نیز در چند سکانس نقش‌آفرینی کرده است.
- - بازیگر مهمان سریال دفترخانه شماره ۱۳
- - بازیگری در فیلم چند اپیزودی رابطه